# マーティン・ロイドジョンズ
デイヴィッド・マーティン・ロイドジョンズ（David Martyn Lloyd-Jones、1899年12月20日 - 1981年3月1日）は、20世紀のプロテスタントに大きな影響を与えた改革派系福音派陣営の牧師である。
ほぼ30年の間ロンドン、ウェストミンスター・チャペルの牧師であった。彼はウェールズとイングランドの多くの教派が受け入れたリベラル神学が非聖書的であるとして強く反対した。そして真理と御霊によらない一致はないとしてエキュメニカル運動からの分離を訴え、特にエキュメニカル派のイングランド国教会（聖公会、アングリカン・コミュニオン）から、福音的なクリスチャンが出てくるように呼びかけた。
20世紀最大の説教者とも呼ばれ、講解説教で有名であり、福音派では金科玉条のように読まれているが、伝道者としてのロイドジョンズも注目されるようになった。
ロイド＝ジョーンズと転写されることもあるが、近年の日本語訳はほとんどが「ロイドジョンズ」を用いており、著書の翻訳でロイド＝ジョーンズと表記された例はない。以下でも「ロイドジョンズ」を用いる。

## 生い立ちと初期のミニストリー
ロイドジョンズは、ウェールズのカーディフに生まれ、ウェールズ・メソジスト・リバイバルの地スランゲイソーで育った。彼は1914年-1916年、ロンドンのグラマー・スクールに通い、また聖バーソロミュー病院（St Bartholomew's Hospital）の医学生となった。1921年から宮廷侍医トーマス・ホーダー卿の助手として働き始めた。2年の間、説教者としての召命に格闘した後、牧師として招聘されウェールズに帰郷した。

## ウェストミンスター・チャペル

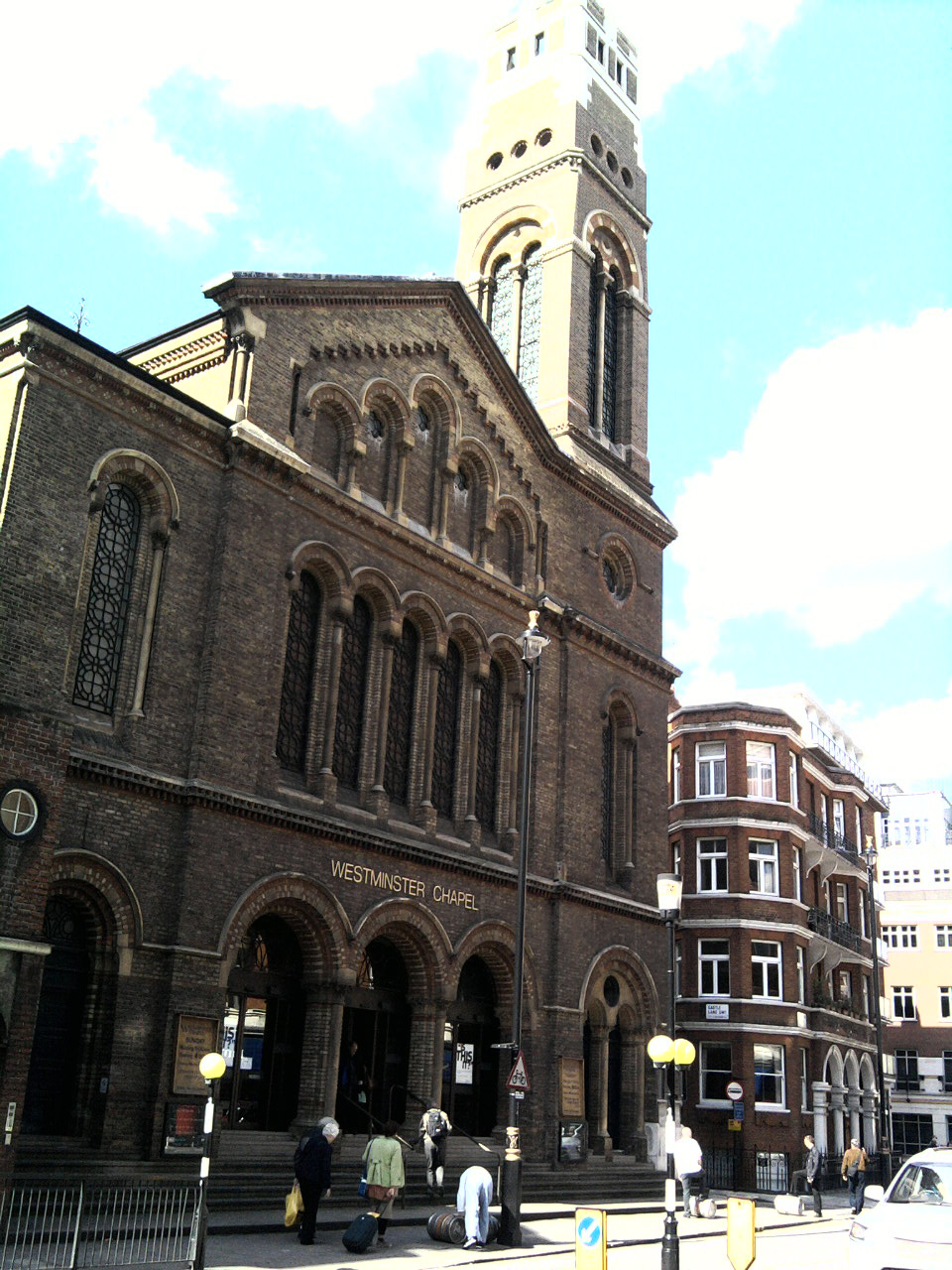
Westminster Chapel

10年の間ウェールズで牧会した後、1939年にウェストミンスター・チャペルのキャンベル・モルガンに共同牧会者として招かれロンドンに戻った。彼が公式に牧師として任じられる日に、ヨーロッパで戦争が勃発した。同年、イギリス連合王国のキリスト者学生会IVF（現Universities and Colleges Christian Fellowship）の総裁となった。モルガンは1943年に引退した。
ロイドジョンズはその講解説教で知られる。彼が説教をする主日朝の礼拝は約千五百人、夕礼拝は約2千人が出席した。金曜日の聖書研究も同じスタイルだった。彼は聖書の1章の講解に何ヶ月あるいは何年もかけた。約1時間の説教は、ロンドンの大学から多くの大学生を引き寄せた。説教は筆記されて、ウェストミンスター・レコードが週に一度印刷され、熱心に読まれた。
1966年にロイドジョンズは福音同盟の会議において、すべての福音的な牧師たちに、リベラルと福音主義の混合した教派（特にイングランド国教会）を離れ、福音派を形成するように呼びかけた。そのためキリスト教界の出版物で論争が起こった。アングリカン内の福音派指導者ジョン・ストットはこれに反対し、ストットらはアングリカンに残留することになった。この時離脱は起こらなかったが2009年に入ってから、リベラルなカナダ聖公会と米国聖公会から分離して、北米聖公会が形成された。

## 晩年
ロイドジョンズは1968年、ウェストミンスター・チャペルの牧会から退いた。彼は「聖霊による喜び」（ローマ14:17）を十分に知らなかったために、神が、それ以上説教するのを止められたと語った。彼は一生、説教の出版、他の牧師への助言、手紙への返事、会議への出席に集中した。彼のもっとも有名な説教集は、1970年に第一巻が出版されたローマ教会への手紙である。
彼はイングランドで長く生活し、主の働き人として仕えたが、ウェールズの出自を誇りに思っていた。彼はウェールズ福音主義運動の説教者であり、英語とウェールズ語で説教した。彼が天に召された後、運動は英語とウェールズ語で書かれた説教と論文を出版した。
1980年6月8日のバプテスト教会の講壇が最後の説教となった。1981年3月1日、働きを終え、平和の内に眠りながら召天した。彼は西ウェールズに埋葬された。記念礼拝は4月6日、ウェストミンスター・チャペルで持たれ、多くの人が参加した。
ロイドジョンズに関しては多くの出版物があるが、イアン・マーレーの伝記がよく知られる。

## 遺産

### 福音派と聖霊派
ロイドジョンズは今日のキリスト教界の多くの教派で支持されている。聖霊派との交わりについて議論があるが、聖霊派の指導者の多くが彼に敬意を払う。彼は聖霊による回心、新生とは別の体験として、聖霊のバプテスマを教えていた。そして特に晩年、聖霊を求めるように促したのである。1976年に出版されたエペソ書講解6:10-13でこう語った。「あなたはこの火を知っているか？知らないなら神に告白しなさい。悔い改めて、聖霊を送って下さるように神に求め、主の愛に溶かされ動かされ、神の愛に満たされ、神の愛を知り、神の子供として喜び、来るべき栄光の望みを期待しなさい。「御霊を消してはならない。」聖霊に満たされなさい。主イエスにあって喜びなさい。」
ロイドジョンズの強調は、クリスチャンは聖霊のバプテスマを必要としており、これはクリスチャンに圧倒的な神の愛の確信を与え、それによって神を信じない世に対する、主の証し人としての力を与えるというものである。
イエス・キリストによる聖霊のバプテスマを、聖霊による新生、聖化とは区別している。またロイドジョンズは聖書に根拠がないとして、ウォーフィールドらの終焉説に反対した 。彼はまことの神とキリスト教に敵対する世に耳を傾けさせるために、ペンテコステの日にあらわされた神の力あるみわざを説教者（と証し人）が必要していると、宣言し続けた。
尾山令仁牧師は、福音派と聖霊派の間にある誤解をとくための重要な本としてロイドジョンズの『栄えに満ちた喜び』をあげている。
日本の福音派からも、ロイドジョンズが教えた聖霊のバプテスマを支持する信徒が出てきている。

## 著書
聖霊論
- 『栄えに満ちた喜び―聖霊のバプテスマとは何か』武藤敬子訳 尾山令仁監修 地引網出版 2008 ISBN 4901634208
- 『リバイバル』武藤敬子訳　いのちのことば社　2004 ISBN 9784264023050
- 『キリスト・我らの聖化』マルチン・ロイドジョーンズ 舟喜順一訳 キリスト者学生会

教会論・説教論
- 『教会とは何か?-説教とは何か?』鞭木由行訳 いのちのことば社 2005 ISBN 9784264023531
- 『説教と説教者』小杉克己訳 いのちのことば社　2000 ISBN 4264018595
- 『教会一致の基礎』ロイドジョーンズ　村岡崇光訳　みくに書店　KGK新書 1967
- 『キリスト者の一致』松元保羅訳　上下  いのちのことば社 1991-1992
- 『教会の権威（原題:キリストの権威、聖書の権威、聖霊の権威）』ロイドジョーンズ 村岡崇光訳　みくに書店　KGK新書 1965

神義論
- 『神はなぜ戦争をお許しになるのか』渡部謙一訳 いのちのことば社 2015

伝道説教
- 『旧約聖書から福音を語る』中台孝雄 訳 いのちのことば社　2008 ISBN 9784264026129

ローマ書講解説教
- 『ローマ書講解「贖罪と義認」3:20-4:25』渡部謙一訳 いのちのことば社 2008 ISBN 9784264026761
- 『ローマ書講解「救いの確信」5章』渡部謙一訳 いのちのことば社 2009 ISBN 4264027543
- 『ローマ書講解「新しい人」 6章』渡部謙一訳 いのちのことば社　2010 ISBN 4264028655
- 『ローマ書講解「律法の役割と限界」7:1-8:4』渡部謙一訳 いのちのことば社 2012
- 『ローマ書講解「神の子ら」8:5-17』渡部謙一訳 いのちのことば社 2014
- 『ローマ書講解「聖徒の最終的堅忍」8:17-39』渡部謙一訳 いのちのことば社 2015

エペソ書講解説教
- 『神との和解、人との平和：エペソ2:11-22』松元保羅訳 いのちのことば社 2000 ISBN 4264018188
- 『御霊に満たされることの意味：エペソ5・18-21講解』鈴木英昭訳いのちのことば社 1985 ISBN 4264007399
- 『結婚することの意味：エペソ5・22-33講解』 鈴木英昭訳  いのちのことば社 1988 ISBN 4264009138
- 『子供をしつけることの意味：エペソ6・1-4講解』櫛田節夫訳  いのちのことば社 1986
- 『働くことの意味：エペソ6・5-9講解』鈴木英昭訳  いのちのことば社 1985 ISBN 4264006589
- 『キリスト者の戦い：エペソ6:10-13講解』いのちのことば社 1982 ISBN 4264005736

山上の説教（マタイ5章-7章）講解
- 『山上の説教』上下　井戸垣彰訳 1970 1972

詩篇・ハバクク書講解
- 『試練の中の信仰：詩篇73篇・ハバクク書講解』櫛田節夫訳　聖書図書刊行会、いのちのことば社　1971

信仰
- 『霊的スランプ：信仰の回復』石黒則年訳　聖書図書刊行会 1983 ISBN 4791200756